# Municipio de Brush Creek (condado de Adams)
El municipio de Brush Creek (en inglés: Brush Creek Township) es un municipio ubicado en el condado de Adams en el estado estadounidense de Ohio. En el año 2010 tenía una población de 1236 habitantes y una densidad poblacional de 11,5 personas por km².

## Geografía
El municipio de Brush Creek se encuentra ubicado en las coordenadas 38°47′13″N 83°25′0″O / 38.78694, -83.41667. Según la Oficina del Censo de los Estados Unidos, el municipio tiene una superficie total de 107.47 km², de la cual 107,43 km² corresponden a tierra firme y (0,04 %) 0,04 km² es agua.

## Demografía
Según el censo de 2010, había 1236 personas residiendo en el municipio de Brush Creek. La densidad de población era de 11,5 hab./km². De los 1236 habitantes, el municipio de Brush Creek estaba compuesto por el 97,41 % blancos, el 0,16 % eran afroamericanos, el 0,57 % eran amerindios, el 0,08 % eran asiáticos, el 0,08 % eran de otras razas y el 1,7 % eran de una mezcla de razas. Del total de la población el 0,4 % eran hispanos o latinos de cualquier raza.